# Davčni sistem
Davčni sistem je celovitost davčnih oblik v določeni državi z namenom izpolnjevanja fiskalnih, ekonomskih in socialnih ciljev. Predstavlja tudi pomemben del ekonomskih in družbenopolitičnih ureditev neke države, saj skupaj s sistemom taks, prispevkov za socialno zavarovanje, carinskim sistemom ter ostalimi dajatvami, tvori fiskalni sistem posamezne države.

## Osnovni davčni pojmi
Davčni zavezanec je pravna ali fizična oseba, ki ji davčna zakonodaja nalaga obveznost plačila davka.
Davčni plačnik je oseba, ki dejansko izvrši plačilo davka v državni proračun.
Davčna stopnja je podana v znesku ali odstotku in nam pove, kolikšen znesek na določeno količino ali vrednost je potrebno plačati v obliki davka,oz. če gre za odstotek, kolikšen del vrednosti pomeni davek.
Ločimo dve vrsti davčnih stopenj:
- Povprečna davčna stopnja je razmerje med celotnim plačanim davkom in davčno osnovo.
- Mejna davčna stopnja  pa je razmerje med spremembo celovitega plačila davka in spremembo davčne osnove.

Davčna osnova je vrednost ali količina, na katero se nanaša davčna stopnja. S pomočjo davčne osnove in davčne stopnje dobimo davčno obveznost, ki jo mora davčni plačnik plačati .

## Lastnosti davčnih sistemov
Ker so davčni prihodki obvezni za vsakega davkoplačevalca, jih mora država oblikovati tako, da bo pobiranje davkov potekalo zanesljivo, urejeno, predvsem pa učinkovito, v smislu čim manjšega poseganja v odločitve posameznikov in ekonomski proces države.
Adam Smith je opredelil zaželene lastnosti davčnega sistema:  
- Pravičnost zaradi katere je breme enakomerno porazdeljeno med davčnimi zavezanci, medtem ko pa je naloga vsakega davčnega zavezanca, da prispeva pravičen delež k financiranju države.
- Čim manjše poseganje v ekonomske odločitve, ker gre pri pobiranju davkov za poseganje v ekonomske odločitve, saj gre za odvzem realnega dohodka, ki posameznikom omogoča kupovanje dobrin, bi uvedba davka čim manj vplivala na to, katere dobrine bodo kupovali in prodajali ekonomski subjekti na trgu inp.
- Stroški pobiranja davčnih obveznosti naj bodo čim manjši kar pomeni, da naj bo davčni sistem oblikovan tako, da bo imela davčna uprava čim nižje stroške pri pobiranju, nadzoru in upravljanju z davki.[3]

Kot zaželene lastnosti davčnega sistema lahko štejemo še: administrativno enostavnost in preglednost, fleksibilnost, demokratičnost, itd..

## Vrste davčnih sistemov

### Nacionalni davčni sistem
Ko govorimo o nacionalnem davčnem sistemu, ločimo v osnovi dva tipa davčnega sistema in sicer centraliziran tip davčnega sistema in decentraliziran tip davčnega sistema. 
Centraliziran tip davčnega sistema pomeni, da gre za enotno voden davčni sistem, medtem ko decentraliziran davčni sistem sestavlja več ravni oblasti. Najvišja raven je raven, ki jo predstavlja centralna vlada, nižje ravni pa so lahko regionalni organi oblasti (npr. pokrajine, province, dežele, inp.) ter lokalni organi oblasti (občine). 
Pomen posamezne ravni oblasti je odvisen od posamezne države, saj pristojnosti in naloge posameznih ravni opredelijo države z zakonskimi akti.

### Mednarodni davčni sistem
Poleg nacionalnih davčnih sistemov posamezne države, je zaradi povezovanja svetovnih trgov in mednarodnega sodelovanja vedno več mednarodnih davčnih ureditev, kot je združevanje evropskih držav v Evropsko Unijo (EU),  multinacionalna podjetja, financiranje mednarodnih organizacij, npr. NATO, OZN itd.. 
Zaradi zavedanja o neučinkoviti delitvi dohodka na mednarodni ravni je vedno večja potreba po mednarodnem davčnem usklajevanju.
Boj proti neučinkovitosti pri delitvi dohodka se poslužujejo z mednarodnimi sporazumi, s tem se naloge in cilji davčne politike ne spremenijo, ampak se pojavljajo še nove zahteve, kot je recimo davčna enakopravnost med državami.

## Zgodovina davčnih sistemov
Tako širok pojem kot so davki in davčni sistem poznamo še iz starega Egipta okoli 3000 let pred našim štetjem, ko je bila najbolj razširjena oblika obdavčitve v obliki prisilnega dela za revne, ki svoje dajatve faraonu niso mogli poravnati.
V antični Grčiji so za nekatere javne dejavnosti finančno poskrbeli premožnejši prebivalci, za katere so bile tovrstne dajatve obvezne pa tudi častne, saj je plačnik dajatev poskrbel za celotno organizacijo in razporeditev stroškov za javno dejavnost. 
Medtem ko so v bizantinskem cesarstvu poznali že pravi davčni sistem, ki je obdavčeval premoženje in hrano .
Obdavčenje predstavlja sestavni del makroekonomske politike in je vanj vključen vsak državljan.  Zaradi obveznosti plačila davkov, morajo veljati pravila pri pobiranju davkov ter pravila porabe pobranih javnih prihodkov na drugi strani.

#### Zgodovina davčnega sistema v Sloveniji
Preden je Slovenija leta 1991 reformirala davčni sistem so se davčne stopnje določale na mnogih mestih, po nekaterih podatkih so podjetja plačevala 47 vseh davkov in prispevkov. Kot glavni podjetniški davek se omenja davek od dobička pravnih oseb , dohodnina pa kot osebni davek. Z davčno reformo  po letu 1991 je bil uveden fiskalni sistem, ki smo ga lahko primerjali z razvitimi državami. Med drugim, se je v sistemu neposrednih dajatev, opravila temeljita revizija in zmanjševanje števila davkov in prispevkov, različnih davčnih prispevnih osnov ter davčnih virov. 
Na področju davčnih sistemov so se od osamosvojitve dalje spreminjali posamezni deli zakonodaje od spreminjanja stopenj, olajšav,itd..

##### Pomembnejši dogodki na področju razvoja davčnega sistema v Sloveniji
Leta 1992 se je spremenil prometni davek v katerem se je zmanjšalo število stopenj in razpon med njimi, poleg tega je bila širša davčna osnova.
Leta 1995 smo pričeli z uvajanjem ekoloških dajatev.
Leta 1996 je sledila temeljita reforma organizacije pobiranja davkov in nadzora nad plačevanjem davčnih obveznosti. 
Leta 1997 je bila uvedena taksa na obremenjevanje voda.
V letu 1999 je bil uveden Davek na dodano vrednost ali kot mu pravimo DDV. 
DDV je nadomestil dotedanji prometni davek, kar pa je pomenilo da je Slovenija izpolnila pomembno stopnjo pri harmonizaciji svojega sistema s sistemom Evropske Unije (EU).
Davčna reforma se je nadaljevala v letu 2004, večina sprememb pa je bilo uveljavljenih v letu 2005. Veliko spremembo pri dohodnini je prinesel razširitev dohodka na svetovni dohodek, kar pomeni, da gre za obdavčevanje dohodkov zasluženih tako doma, kot v tujini. 
Reforma je prinesla tudi zniževanje nekaterih posrednih in neposrednih olajšav,nižja davčna stopnja za najnižji dohodninski razred. 
V letu 2005 je Vlada Republike Slovenije ustanovila posebno davčno skupino, ki je pripravila predloge popravkov reforme iz leta 2004. Gre predvsem za popravke treh zakonov in sicer Zakona o dohodnini  Arhivirano 2012-03-23 na Wayback Machine., Zakona o davku na dohodek pravnih oseb  Arhivirano 2012-03-23 na Wayback Machine. ter Zakona o davčnem postopku  Arhivirano 2012-04-06 na Wayback Machine.. 
V letu 2006 je prenovljena strokovna skupina pripravljala dodatne spremembe in reforme na področju davčne zakonodaje. Te spremembe so bile sprejete predvsem na področju poenostavitve davčnih predpisov:
Dohodnina uvedba samo treh razredov, nižanje najvišje davčne stopnje, ukinitev nestandardnih olajšav, vnaprej izpolnjena napoved.
Davek od dohodka pravnih oseb (DDPO) nižje davčne stopnje, spremenjena olajšava za raziskave in razvoj, ukinitev nekaterih starih olajšav.
Spremenjena sta bila tudi davek na promet nepremičnin ter davek na motorna vozila.
V letu 2008 so bili pri dohodnini uvedeni dodatni splošni olajšavi za tiste z nižjimi dohodki.
Leta 2009 je bil ukinjen davek na izplačane plače, ki se je postopoma ukinjal od leta 2006.
Leta 2010 je bil potrjen zakon o davku na motorna vozila in leta 2011 uvedba davka na bilančno vsoto bank.

## Davčni sistem v Sloveniji

#### Davčna zakonodaja
Temeljni zakoni, ki jih uporabljamo na področju davčnega sistema in davkov splošno:
Zakon o davčni službi Arhivirano 2012-08-12 na Wayback Machine. ureja delo davčne službe, njihove pristojnosti ter samo organizacijo.
Zakon o davčnem postopku  Arhivirano 2012-04-06 na Wayback Machine. ali ZdavP ureja pobiranje davkov davčnih in drugih organov, pravice davčnih zavezank in zavezancev. Ureja tudi varovanje podatkov pridobljenih v davčnem postopku ter medsebojno pomoč med državami članicami Evropske skupnosti, ki delujejo v okviru Evropske Unije. ZDavP se uporablja skupaj z
Zakonom o splošnem upravnem postopku (ZUP)  Arhivirano 2012-04-07 na Wayback Machine. ali Zakonom o inšpekcijskem postopku (ZIN) Arhivirano 2012-03-07 na Wayback Machine..
 Zakon o upravnih taksah (ZUT) ureja plačevanje upravnih taks za spise in dejanja pri upravnih organih.
Poleg temeljnih davčnih zakonov uporabljamo zakonodajo za neposredne in posredne davke. Med  zakonodajo za neposredne davke uvršamo  npr. Zakon o dohodnini, Zakon o davku na izplačane plače, Zakon o prispevkih na socialno varnost.
itd.
Posredni davki pa so: Zakon o davku na dodano vrednost, Zakon o trošarinah, Zakon od iger na srečo, itd. 
K davčnim predpisom uvrščamo tudi obdavčitve premoženja, dediščin in daril ter carinske predpise.
Poleg tega pa je Slovenija z vstopom v Evropsko Unijo (EU) primorana uporabljati tudi Pravo EU.

#### Davčna uprava Republike Slovenije
ali DURS Arhivirano 2012-04-04 na Wayback Machine. je organ v sestavi  Ministrstva za finance Republike Slovenije, sestavljajo jo:
 Generalni davčni urad , katerega naloga je, da skrbi za organizacijo delovanja, analizo in nadzor dela območnih uradov, načrtovanje davčnih prihodkov in inšpekcijskih pregledov. Poleg tega Generalni davčni urad skrbi tudi za register zavezancev.
Davčni urad, ki jih je skupaj v Sloveniji 15, le-ti pa dejansko izvajajo funkcijo davčne službe, to je obračun, pobiranje, izterjava davkov ter davčni nadzor .
Posebni davčni urad pa skrbi za okoli 400 največjih davčnih zavezancev v državi, to so trošarinski zavezanci, igralnice, ter za podjetja, ki se ukvarjajo z bančništvom. 
V davčnih postopkih uradi predstavljajo prvostopenjski organ odločanja v davčnih zadevah, Ministrstvo za finance pa drugostopenjski organ v davčnih zadevah .

#### Davčni postopek
Postopkovni del izvrševanja davčne zakonodaje ureja davčni postopek na podlagi Zakona o davčnem postopku  Arhivirano 2012-04-06 na Wayback Machine.. Poleg temeljnih opredelitev Zakona o davčnem postopku, kot so davčna obveznost, načini izpolnjevanja davčne obveznosti inp., določa elemente davčnega postopka. Elementi davčnega postopka so pristojnost, stroški, dokazovanje, nadzor, izdajanje odločb in pravna sredstva, ki so na voljo zavezancem . 
Zakon o davčnem postopku med drugim določa tudi načine obračunavanja davkov: izračun davkov je lahko izveden na tri osnovne načine in sicer s samoobdavčitvijo, kar pomeni da zavezanec na podlagi potrebnih evidenc sam plača davčno obveznost. Drugi način je z odmerno odločbo, kar pomeni da davčni organ na podlagi davčne napovedi davčnih zavezancev ali z oceno odmeri davek, davčnemu zavezancu pa je naloženo da to davčno obveznost v določenem roku tudi plača. 
Davčni odtegljaj pa pomeni, da izplačevalec določenih dohodkov davek obračuna hkrati ob obračunu dohodka ter vplača znesek davka v imenu davčnega zavezanca .

#### Struktura davčnega sistema v Sloveniji
Reforma davčnega sistema je prinesla uvedbo davkov, ki jih pozna večina razvitih držav:
dohodnina,
davek od dohodka pravnih oseb,
davek na posebne prejemke,
davke na premoženje,
davki od prometa proizvodov in storitev,
davek na dodano vrednost (DDV),
trošarine,
davek na mednarodno trgovino in transakcije,
davki na dobitke od iger na srečo,
davek od prometa zavarovalnih poslov ter
prispevke za socialno varnost.
Struktura davčnega sistema nam pokaže, da je slovenska davčna politika osredotočena predvsem na posredne davke, kjer največji delež predstavljajo davki na blago in storitve, trošarine, ter dohodnina.
V zavodih se zbirajo prispevki za pokojninsko in invalidsko zavarovanje ter prispevki za zdravstveno zavarovanje. 
Prihodki od premoženjskih davkov ter davkov od iger na srečo in promet z nepremičninami se zbirajo v občinskih proračunih, ostali prihodki od davkov pa se zbirajo v državnem proračunu .